# Dorycnium
Dorycnium es un género de plantas compuesto por arbustos densos de la familia Fabaceae. Comprende 73 especies descritas y de estas, solo 12 aceptadas.

## Descripción
Las flores con corola papilonácea. Los tallos ligados a la base. Las hojas están divididas en tres foliolos con sendas estípulas. Las flores están agrupadas en cabezuelas redondeadas y son de color blanco o rosa pálido. La fruta es una vaina.

## Taxonomía
El género fue descrito por (L.) Ser. y publicado en Prodromus Systematis Naturalis Regni Vegetabilis 2: 208. 1825.
Etimología
Dorycnium: nombre genérico que procede del griego doryknion, que significa "lanza".

## Especies aceptadas
A continuación se brinda un listado de las especies del género Dorycnium aceptadas hasta enero de 2014, ordenadas alfabéticamente. Para cada una se indica el nombre binomial seguido del autor, abreviado según las convenciones y usos.
- Dorycnium axilliflorum Hub.-Mor.
- Dorycnium broussonetii (Choisy ex Ser.) Webb
- Dorycnium eriophthalmum (Webb) Webb
- Dorycnium fulgurans (Porta) Lassen
- Dorycnium graecum (L.) Ser.
- Dorycnium herbaceum VILLAR
- Dorycnium hirsutum (L.) Ser.
- Dorycnium pentaphyllum Scop.
- Dorycnium rectum (L.) Ser. - yerba unciana[4]
- Dorycnium sanguineum Vural
- Dorycnium spectabile (Choisy ex Ser.) Webb
- Dorycnium strictum (Fisch. & C.A.Mey.) Lassen